# Kağan Timurçin Konuk
Kağan Timurçin Konuk (* 1. Januar 1990 in Malatya) ist ein türkischer ehemaliger Fußballspieler.

## Karriere
Kağan Timurçin Konuk begann mit dem Fußballspielen in der Jugend von Alanyaspor und durchlief der Reihe nach dann die Jugendmannschaften von Alanya Belediyespor, Sakaryaspor, Manisaspor und Sivasspor. Bei Sivasspor unterschrieb er 2008  seinen ersten Profi-Vertrag, anschließend spielte er jedoch zwei Spielzeiten lang ausschließlich für die zweite Auswahl. Ab der Saison 2010/11 nahm er auch am Training der Profi-Mannschaft teil und machte für diese ein Süper-Lig-Spiel. 2011/12 nahm seine Tätigkeit in der Profi-Mannschaft zu, so kam er zu regelmäßigen Ligaeinsätzen.
Im Sommer 2012 wechselte er zum Zweitligisten Şanlıurfaspor. Diesen Verein verließ er im März 2014.
Zur Saison 2014/15 wechselte er zum Viertligisten Kahramanmaraş Büyükşehir Belediyespor. Er war, wie auch bei der Folgestation bei Saroyer, Stammspieler. Diesen Status konnte er bei seinen letzten drei Engagements nicht aufrechterhalten, er kam zwischen August 2016 und seinem Karriereende im Februar 2019 in nur zwölf Spielen zum Einsatz.